# Sven Schellenberg
Sven Schellenberg (* Februar 1967 in Bremen) ist ein deutscher Politiker (Bündnis Deutschland, davor BIW). Seit 2023 ist er Mitglied der Bremischen Bürgerschaft.

## Leben
Schellenberg wuchs zunächst in Bremen und ab 1980 in München auf. Dort schloss er 1985 die Handelsschule ab. Nachdem er Wehrdienst beim Fallschirmjägerbataillon 263 in Saarlouis geleistet hatte, zog er zurück nach Bremen. Bis 2000 war er in der Vermögensverwaltung tätig. Seitdem ist er im Import und Vertrieb von Arbeitsschutzbekleidung und Zubehör tätig.

## Politik
Schellenberg war Mitglied der Wählervereinigung Bürger in Wut. Für diese war er von 2019 bis 2023 Mitglied des Beirats des Bremer Stadtteils Blumenthal. Bei der Bürgerschaftswahl in Bremen 2019 trat er für seine Wählervereinigung im Wahlbereich Bremen an, verpasste jedoch den Einzug in die Bürgerschaft.
Bei der Bürgerschaftswahl 2023 trat Schellenberg auf Listenplatz 2 seiner Partei im Wahlbereich Bremen an und zog in die Bürgerschaft ein. Kurz nach der Wahl ging BIW in der Partei Bündnis Deutschland auf.